# Deutsche Rentenversicherung Knappschaft-Bahn-See
Die Deutsche Rentenversicherung Knappschaft-Bahn-See (DRV KBS) ist ein deutscher bundesunmittelbarer Sozialversicherungsträger mit Hauptsitz in Bochum. Der 2005 entstandene Sozialversicherungsträger mit Selbstverwaltung in der Rechtsform einer Körperschaft des öffentlichen Rechts ist Rentenversicherungsträger im Verbund der Deutschen Rentenversicherung und unter dem Namen Knappschaft ein Träger der gesetzlichen Krankenversicherung und Pflegeversicherung. Darüber hinaus nimmt sie u. a. mit der Minijob-Zentrale die bundesbehördliche Aufgabe als Einzugsstelle für geringfügig Beschäftigte wahr, ist mit der Arbeitgeberversicherung Umlagekasse für das Umlageverfahren U1 und U2 und Träger einer Renten-Zusatzversicherung.

## Aufgaben und Leistungen

### Rentenversicherung

Die DRV KBS betreut 5 % aller Rentenversicherten. Alle Arbeitnehmer, die in den Berufszweigen der Seeschifffahrt, der Deutschen Bahn und des Bergbaus (siehe: Rente für Bergleute) rentenversicherungspflichtig tätig sind bzw. waren, werden von der Deutschen Rentenversicherung Knappschaft-Bahn-See als Träger der gesetzlichen Rentenversicherung betreut. Bis zum 30. April 2008 nahm sie im Rahmen eines Kooperationsvertrages mit der Deutschen Rentenversicherung Bund zudem deren Aufgaben für Beschäftigte in der chemischen Industrie wahr.

### Medizinisches Netz
Die KBS kommt ihrem gesetzlichen Auftrag der medizinischen Rehabilitation u. a. mit Hilfe eigener Rehabilitationskliniken nach. Organisatorisch sind diese Eigenbetriebe der beiden Rentenversicherungszweige. So werden zwölf Krankenhäuser in Eigenregie bzw. im Rahmen einer Beteiligung an Krankenhausträgergesellschaften, unter anderem in Bottrop, Recklinghausen, Bochum-Langendreer, Dortmund und Sulzbach sowie zwölf Reha-Kliniken betrieben. Darüber hinaus gibt es ein Knappschaftsarztsystem mit ca. 1.400 Knappschaftsärzten und -zahnärzten und einen sozialmedizinischen Dienst mit 27 Untersuchungsstellen.

### Kranken- und Pflegeversicherung

Unter dem Namen Knappschaft ist die DRV KBS als Träger der gesetzlichen Kranken- und sozialen Pflegeversicherung tätig.

### Seemannskasse
Die Seemannskasse ist eine im Jahre 1974 von der damaligen See-Berufsgenossenschaft gegründete spezielle Pflichtversicherung für Seeleute, die im deutschen Sozialversicherungssystem die gesetzliche Rentenversicherung ergänzt und die von der Deutsche Rentenversicherung Knappschaft-Bahn-See verwaltet wird. Ziel ist die Zahlung eines Überbrückungsgeldes, wenn für die gesetzlich versicherte Person mit einem seemännischen Beruf entweder kein Anspruch auf eine Rente wegen voller Erwerbsminderung in voller Höhe oder auf eine Voll-Rente wegen Alters besteht.
Hintergrund für die 1974 auf Initiative der Sozialpartner unter dem Dach der See-BG in Hamburg erfolgte Einrichtung der Seemannskasse war die bereits in den 1970er Jahren vorhandene Erkenntnis, dass Seefahrer durch das bekannte berufsbedingte gesundheitliche Risiko infolge körperlich schwerer Arbeit und hoher psychischer Belastung an Bord es einfach nicht schafften bis zur Regelaltersrente durchzuarbeiten.
Oftmals konnten Seeleute auf Schiffen unter deutscher Flagge aufgrund der belastenden Arbeitsbedingungen an Bord nicht bis zum offiziellen Eintritt ins Rentenalter arbeiten. Daher gab es zunächst den Vorschlag eine Rente für Seeleute analog zur Bergmannsrente einzurichten, doch dem folgte das Bundesministerium für Arbeit und Soziales damals nicht. Als Lösung für eine „Seemannsrente“ wurde jedoch die Gewährung eines Überbrückungsgeldes bereits vor der Regelaltersrente (im Jahr 2024 bereits mit 56 Jahren) umgesetzt, sofern entsprechende Anwartschaften wie z. B. anrechenbare Fahrtzeiten von 20 Jahren dafür erfüllt werden.
Im Zuge der Organisationsreform in der gesetzlichen Unfallversicherung wurde die Seemannskasse mit Wirkung ab 1. Januar 2009 in die DRV KBS integriert.
Die Finanzierung der Seemannskasse erfolgt durch in der Satzung festgeschriebene Beiträge von Reedereien und von ihren versicherten Seeleuten in der Handelsschifffahrt und Fischerei. Entscheidungen über Anpassungen oder Änderungen im Bereich der Seemannskasse erfolgen durch einen Beirat bestehend aus jeweils vier Vertretern vom  Verband Deutscher Reeder  und von ver.di insbesondere hinsichtlich Beitragshöhe und Leistungsarten, so dass der Beirat auf solide Ausgestaltung und Zukunftsfähigkeit achtet. Wesentlich für die Arbeit des Beirates auch in der Argumentation gegenüber dem  Bundesministerium für Arbeit und Soziales und dem Bundesamt für Soziale Sicherung waren bisher erstellte Gutachten zur Zukunftsfähigkeit der Seemannskasse durch das Institut für Seeverkehrswirtschaft und Logistik Bremen, wobei neben den Beiträgen einerseits auch die sich weiter verringernde Anzahl der sozialversicherten Seeleute andererseits über die Zukunft entscheidet.
Im Jahr des 50-jährigen Bestehens der Seemannskasse (1974–2024) spielte sie bei der Absicherung von 5.400 versicherten Seeleute unter deutscher Flagge nach wie vor eine zentrale Rolle, wobei Peter Geitmann in der Funktion als aktueller Vorsitzender des Beirats der Seemannskasse an Bord der Rickmer Rickmers die gute Zusammenarbeit im Rahmen der Sozialpartnerschaft betonte.
Durch die Zahlung eines Überbrückungsgeldes in Höhe der zu erwartenden Altersrente vor Erreichen der Altersgrenzen in der gesetzlichen Rentenversicherung ermöglichte die Seemannskasse unter bestimmten Voraussetzungen auf Antrag bisher einen vorzeitigen Renteneintritt  und weitere Leistungen wie zum Beispiel eine Hinterbliebenenrente  kamen im Laufe von fünf Jahrzehnten hinzu, um den besonderen Arbeitsbedingungen in der Seefahrt Rechnung zu tragen.

### Minijob-Zentrale

Logo

Die KBS ist Einzugsstelle für die Sozialversicherungsbeiträge von geringfügig Beschäftigten (Minijobbern). Zum Aufgabenspektrum der Minijob-Zentrale gehört neben dem Meldeverfahren und dem Einzug der Pauschalabgaben bei allen gewerblichen Minijobs auch die Durchführung des Haushaltsscheckverfahrens für Minijobs in Privathaushalten. Ferner übernimmt die Minijob-Zentrale für geringfügige Beschäftigungen in Privathaushalten die Anmeldung zur gesetzlichen Unfallversicherung (GUV) und zieht neben den Pauschalbeiträgen sowie der einheitlichen Pauschalsteuer auch die GUV-Beiträge ein.

### Bundesfachstelle Barrierefreiheit
Die Bundesfachstelle Barrierefreiheit ist durch § 13 Behindertengleichstellungsgesetz (BGG) bei der DRV KBS am 19. Juli 2016 errichtet worden. Sie berät und unterstützt vorrangig Bundesbehörden bei der Planung und Umsetzung von Barrierefreiheit nach Maßgabe des BGG, angefangen vom baulichen Zugang bis hin zur barrierefreien Information und Kommunikation. Darüber hinaus berät sie auf Anfrage auch Unternehmen, Verbände und gesellschaftliche Organisationen.

### Überwachungsstelle des Bundes für Barrierefreiheit (BFIT-Bund)
Die BFIT-Bund wurde im Herbst 2019 gegründet. Sie ist bei DRV KBS angesiedelt. Ihre Hauptaufgabe besteht darin, die digitalen Angebote öffentlicher Stellen des Bundes auf Barrierefreiheit zu überprüfen und sicherzustellen, dass diese den gesetzlichen Anforderungen entsprechen. Die BFIT-Bund fungiert somit als zentrale Anlaufstelle für Fragen zur digitalen Barrierefreiheit und arbeitet daran, den gleichberechtigten Zugang zu digitalen Informationen und Dienstleistungen für alle Menschen zu gewährleisten.

### Fachstelle für Fördermittel des Bundes
Die Fachstelle unterstützt bei der Beantragung und Verwaltung von Fördermitteln des Bundes, insbesondere im Rahmen des Europäischen Sozialfonds Plus (ESF Plus). Der ESF Plus zielt darauf ab, Projekte zu fördern, die Menschen dabei helfen, Arbeit oder Ausbildung zu finden oder zu behalten. Zudem werden kleine und mittlere Unternehmen bei der Fachkräftesuche und dem Umgang mit dem demografischen Wandel unterstützt.

### Fachstelle rehapro
Die Fachstelle rehapro ist eine unabhängige Organisationseinheit, die im Auftrag des Bundesministerium für Arbeit und Soziales (BMAS) die zuwendungsrechtliche und organisatorische Abwicklung der Modellprojekte des Bundesprogramms „Innovative Wege zur Teilhabe am Arbeitsleben – rehapro“ übernimmt. Sie ist bei der DRV KBS angesiedelt, ist aber direkt dem BMAS unterstellt. Zu den Hauptaufgaben der Fachstelle rehapro zählen die Prüfung von Förderanträgen, die Abgabe von Förderempfehlungen und die administrative Betreuung der geförderten Modellprojekte.

### Renten-Zusatzversicherung
Die Renten-Zusatzversicherung ist eine Zusatzversorgung des öffentlichen Dienstes. Voraussetzung für eine Versicherung in der Renten-Zusatzversicherung ist es, dass der Arbeitgeber Beteiligter im Sinne der Satzung der Zusatzversorgung ist. Er prüft die Voraussetzungen für die Pflicht zur Versicherung und meldet den Arbeitnehmer zur Pflichtversicherung in der Zusatzversorgung an. Die Renten-Zusatzversicherung entstammt der ehemaligen Abteilung B der Bahnversicherungsanstalt (BahnVA).

### Arbeitgeberversicherung
Die Arbeitgeberversicherung der Deutschen Rentenversicherung Knappschaft-Bahn-See ist eine Umlagekasse für die Umlage U1 und die Umlage U2. Seit 2006 regelt das Aufwendungsausgleichsgesetz, unter welchen Voraussetzungen Arbeitgebern die Kosten für Entgeltfortzahlungen (U1) und Mutterschaftsleistungen (U2) erstattet werden (Ausgleichsverfahren) und wie die Erstattungen auf die Gesamtheit der Arbeitgeber finanziell verteilt werden (Umlageverfahren). Die Arbeitgeberversicherung ist die zuständige Umlagekasse, wenn die Beschäftigten der Arbeitgeber bei der Knappschaft (Eigenschreibweise KNAPPSCHAFT) versichert sind oder eine geringfügige Beschäftigung ausüben.

### Künstlersozialkasse (KSK)
Die Künstlersozialkasse ist eine Einrichtung, die selbstständige Künstlerinnen und Publizisten sozialversichert. Mit dem 1. Januar 2025 wurde die KSK in den Verbund der DRV KBS integriert.
Die KSK sorgt dafür, dass selbstständige Künstlerinnen und Publizisten Zugang zur gesetzlichen Kranken-, Pflege- und Rentenversicherung erhalten, wobei die bei der KSK Versicherten nur die Hälfte der Sozialversicherungsbeiträge zahlen – den Arbeitnehmeranteil. Die andere Hälfte wird durch einen Bundeszuschuss und eine Abgabe von Unternehmen finanziert, die künstlerische und publizistische Leistungen nutzen.

## Geschichte
Die DRV KBS entstand zum 1. Oktober 2005 als eine Körperschaft des öffentlichen Rechts durch Namensänderung der Bundesknappschaft hin zu Deutsche Rentenversicherung Knappschaft-Bahn-See und Eingliederung der Versicherungsträger Bahnversicherungsanstalt und Seekasse. Der Zusammenschluss war Teil eines Gesamtkonzeptes zur Neuorganisation der gesetzlichen Rentenversicherung in Deutschland mit dem Gesetz zur Organisationsreform in der gesetzlichen Rentenversicherung vom 9. Dezember 2004 als Rechtsgrundlage.
Im Jahr 2010 wurden anlässlich des 750-jährigen Jubiläums des organisatorischen Zusammenschlusses Knappschaft deren Leistungen als Ursprung des heutigen sozialen Systems gewürdigt. So gab es beispielsweise ab 1. Juli 2010 die Jubiläums-Ausstellung Auf breiten Schultern im Deutschen Bergbau-Museum Bochum und am 11. November 2010 die Sonderbriefmarke 750 Jahre Knappschaft der Deutschen Post. Bundeskanzlerin Angela Merkel würdigte die Bedeutung der Knappschaft mit einer Rede auf der Festveranstaltung am 19. Januar 2011 in Essen.

## Organisation

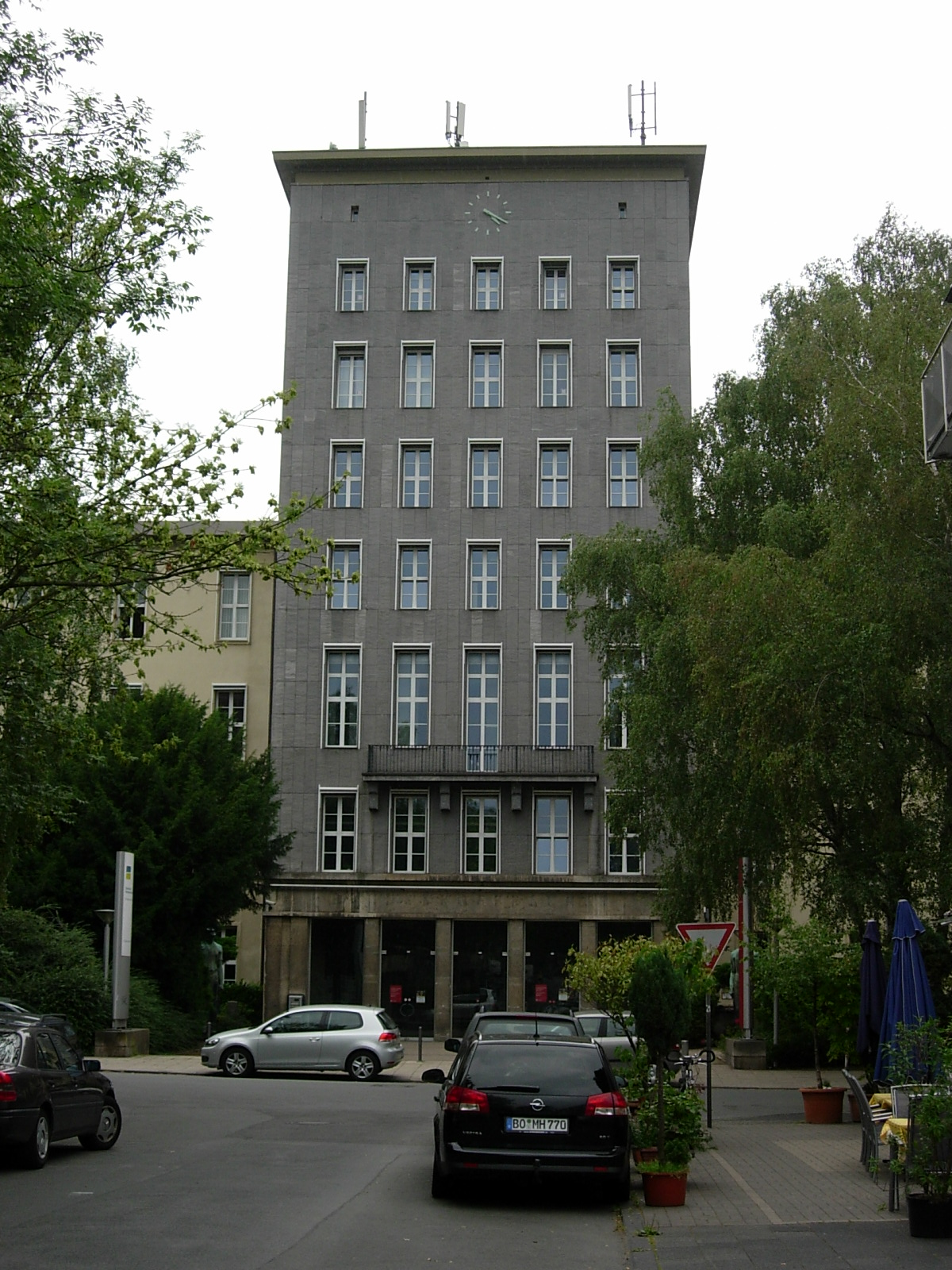
Sitz der KBS in Bochum

### Organe
Organe sind die Vertreterversammlung, der Vorstand und die Geschäftsführung:
VertreterversammlungDer Vertreterversammlung – sozusagen dem Parlament der DRV KBS – gehören 30 ehrenamtliche Mitglieder an, jeweils 15 Versichertenvertreter und Arbeitgebervertreter. Die Vertreterversammlung wählt – neben zahlreichen anderen Aufgaben – die Mitglieder des Vorstandes und der Geschäftsführung und beschließt unter anderem Satzung und Haushalt der DRV KBS. Der Vorsitz der Vertreterversammlung wechselt jährlich zum 1. Oktober zwischen den Gruppen (Versicherten- und Arbeitgebervertreter).
VorstandDer Vorstand verwaltet das soziale Verbundsystem DRV KBS mit Ausnahme der durch die Geschäftsführung wahrgenommenen laufenden Verwaltungsgeschäfte. Er trifft somit alle wichtigen organisatorischen, finanziellen und personalwirtschaftlichen Grundsatz- und Leitentscheidungen. Der Vorstand besteht aus 18 Mitgliedern, die je hälftig als Vertreter der Versicherten und der Arbeitgeber ihre Aufgaben ehrenamtlich wahrnehmen. Sein Vorsitz wechselt jährlich zum 1. Oktober zwischen den Gruppen (Versicherten- und Arbeitgebervertreter). Michael Weberink ist als Arbeitgebervertreter der Vorstandsvorsitzende, Birgit Biermann als Versichertenvertreterin die Stellvertretende Vorstandsvorsitzende.
GeschäftsführungDie Mitglieder der Geschäftsführung leiten hauptamtlich die Geschäfte DRV KBS. Sie vertreten die Interessen der DRV KBS und ihrer Versicherten in einer Vielzahl von Gremien, so z. B. im Erweiterten Direktorium der Deutsche Rentenversicherung Bund in Berlin sowie als Träger der Krankenkasse Knappschaft auf der Ebene der Spitzenverbände, die Sachentscheidungen über bundesweit einheitlich zu regelnde Probleme treffen. Die Geschäftsführung setzt sich aus Petra Brakel (Vorsitzende der Geschäftsführung), Andreas Gülker (Mitglied der Geschäftsführung), und Dr. Rainer Wilhelm (Mitglied der Geschäftsführung) zusammen (Stand Februar 2025).

### Mitarbeitervertretung
Die KBS besitzt als Bundesbehörde einen Hauptpersonalrat und in Dienststellen Personalräte nach dem Bundespersonalvertretungsgesetz.

### Standorte

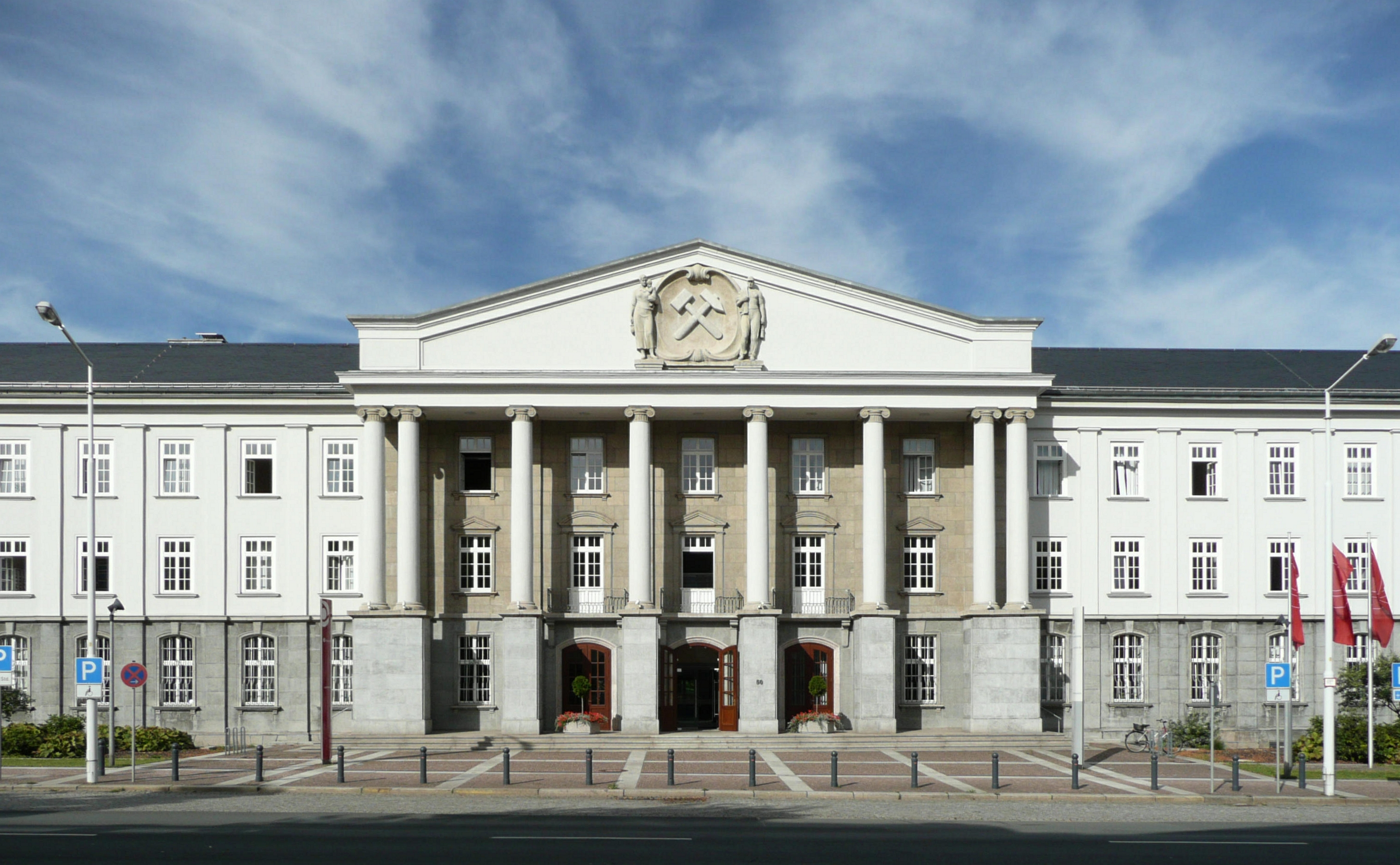
Regionaldirektion Chemnitz

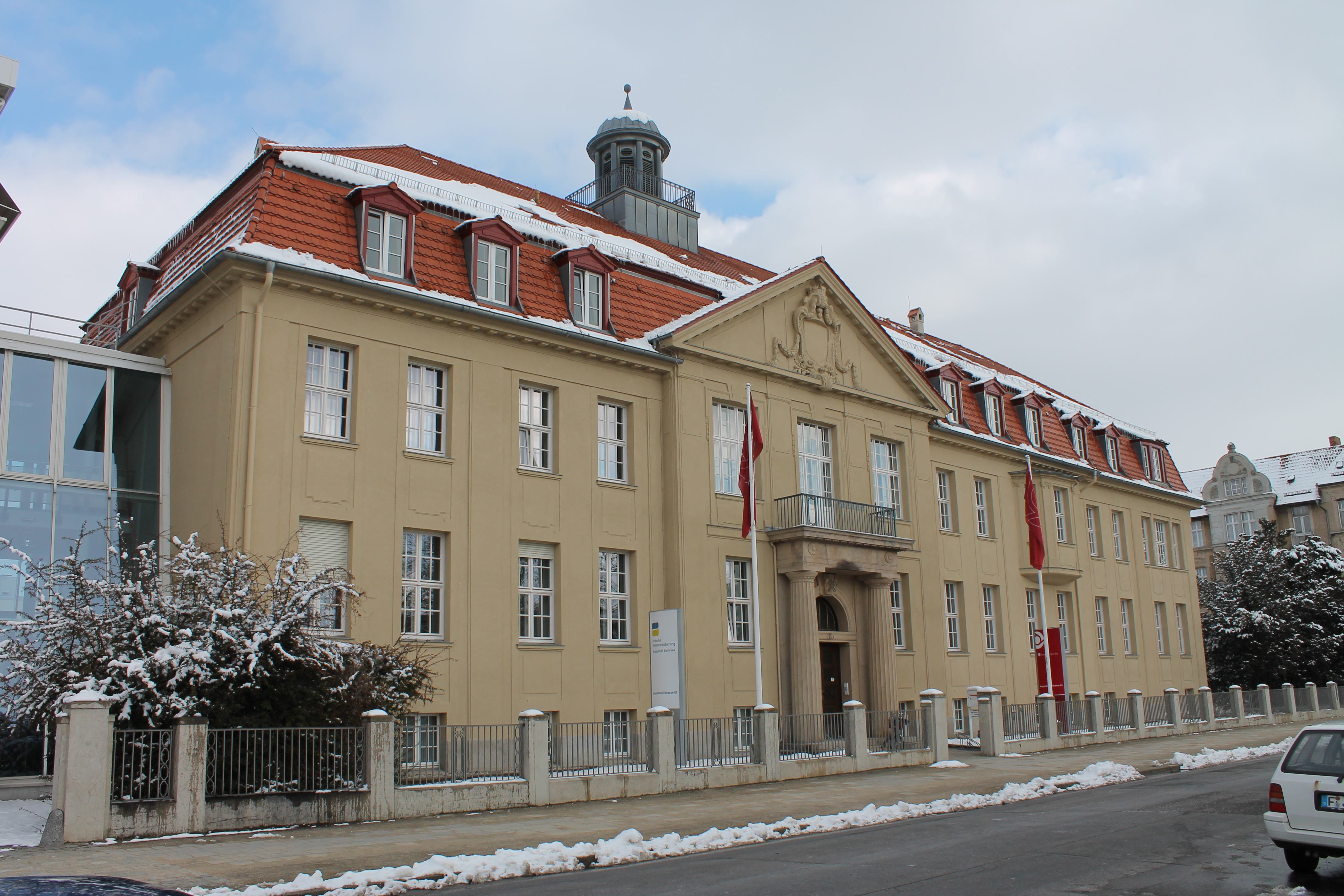
Regionaldirektion Cottbus

Die Hauptverwaltung der KBS befindet sich in Bochum. Darüber hinaus gibt es Regionaldirektionen in Berlin, Chemnitz, Cottbus, Frankfurt am Main, Hamburg, Hannover, München und Saarbrücken. Zu den Regionaldirektionen gehören jeweils (außer Berlin) untergeordnete Geschäftsstellen. Des Weiteren betreibt die KBS Auskunfts- und Beratungsstellen der Rentenversicherung und verfügt bundesweit über rund 900 ehrenamtliche Versichertenälteste, die Mitglieder in Fragen der Kranken-, Pflege- und Rentenversicherung beraten und betreuen.

### Rechts- und Fachaufsicht
Aufsichtsbehörde ist das Bundesamt für Soziale Sicherung, welches dem Bundesministerium für Arbeit und Soziales und dem Bundesministerium für Gesundheit untersteht. Die DRV KBS ist daher eine der wenigen Sozialversicherungen, die der Bundesaufsicht untersteht. Aufsichtsbehörde für Arbeitsschutz ist hier die Unfallversicherung Bund und Bahn im Auftrag der Zentralstelle für Arbeitsschutz beim Bundesministerium des Innern, da für Bundesbehörden die Landesgewerbeämter nicht zuständig sind. Die Unfallkasse des Bundes agiert hier nicht im Rahmen der Unfallverhütung nach SGB VII, sondern als zuständige Behörde nach § 21 ArbSchG Absatz 5 in Verbindung mit anordnenden Befugnissen nach § 22 ArbSchG.

## Haushaltsplan und Rechnungslegung
Der Haushaltsplan der DRV KBS ist die Grundlage für das Verwaltungs- und Wirtschaftshandeln im Haushaltsjahr. Er besteht aus mehreren Einzelplänen für die verschiedenen wahrgenommenen Aufgaben und umfasst auch die Wirtschaftspläne der Eigenbetriebe.
Der unter Genehmigungsvorbehalt vom Vorstand aufgestellte Haushaltsplan muss von der Vertreterversammlung verbindlich festgestellt werden, bevor er der Bundesregierung zur Genehmigung nach § 71 SGB IV vorgelegt wird. Bis die Bundesregierung den Haushaltsplan genehmigt, bleibt er schwebend unwirksam.

## Veröffentlichungen
- Georg Greve u. a.: Die Knappschaft als sozialer Pfadfinder: 750 Jahre Knappschaft. Soziale Verantwortung zu jeder Zeit. Hrsg.: Deutsche Rentenversicherung Knappschaft-Bahn-See, Bochum 2010 (PDF).
- tag – das Kundenmagazin der DRV Knappschaft Bahn See , Hrsg. : DRV KBS Bochum seit 1975 – inhaltliche Verantwortung (z. Z. 2023) bei Petra Brakel, Verlag: z. Z. (2025) Axel Springer Corporate Solutions GmbH & Co. KG, Berlin.[17]